# Колосс Нерона

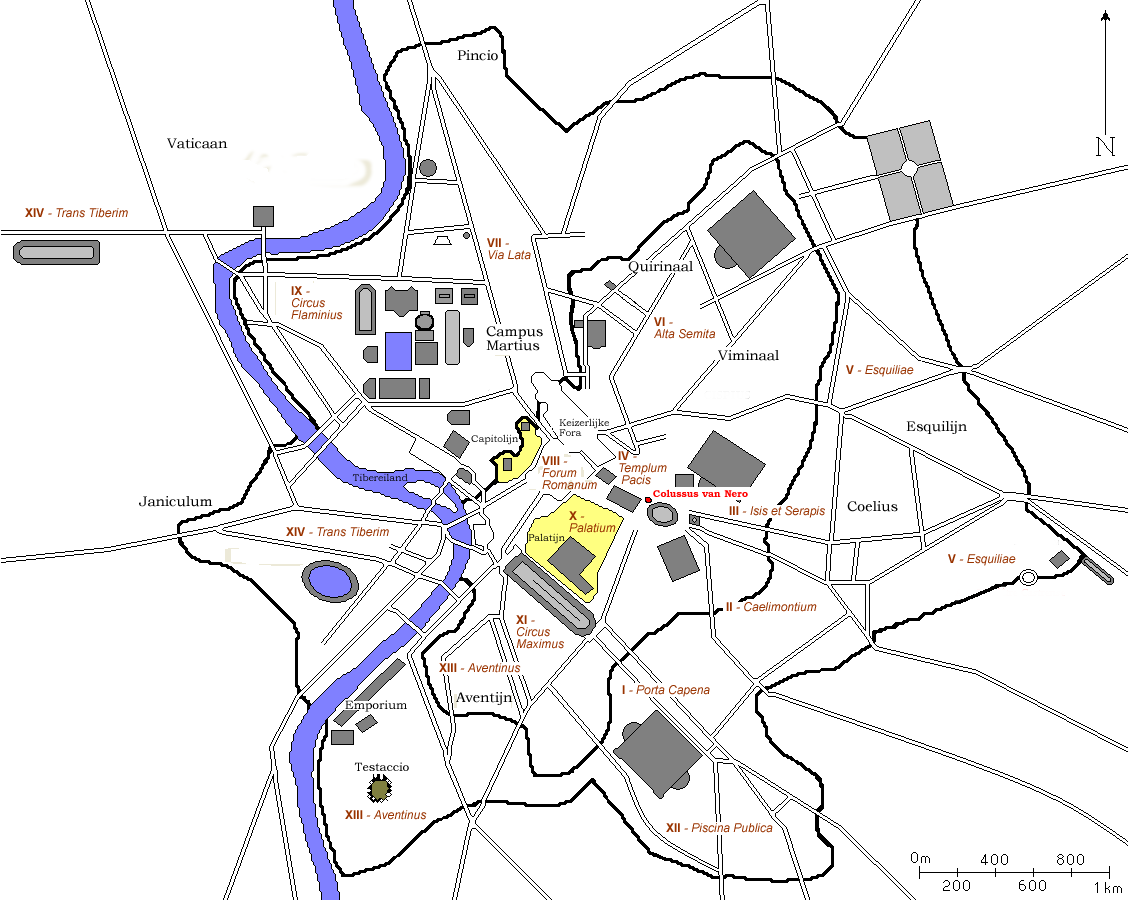
Расположение статуи (обозначено красной точкой) на карте Рима.

Колосс Нерона — несохранившаяся огромная бронзовая статуя, которую, согласно античным источникам, император Нерон установил в вестибюле Золотого дома Нерона, его дворцовой резиденции в Риме. Статуя была спроектирована греческим архитектором Зенодором и достигала 100—120 римских футов (31—37 м) в высоту (по разным источникам). Плиний Старший полагает, что статуя была сделана из мрамора.
После правления Нерона император Веспасиан переименовал её в статую бога солнца Гелиоса (лат. Colossus Solis) из-за своей неприязни к Нерону. Император Адриан положил каменную основу возле Колизея и переместил на неё статую. Коммод реконструировал статую в свою собственную, но после его смерти она была восстановлена. Пьедестал выстроен был из травертина и обложен был бронзовыми досками. Колосс существовал еще в начале V столетия, после чего, разбитый на куски для получения бронзы, был перелит на другие потребности.
Облицованные кирпичом остатки каменного пьедестала убрали в 1936 году. По "городской легенде" название Колизея пошло именно от этой статуи.